# Škoda 24 cm Vz. 1939
Il 24 cm houfnice vz. 39 era un obice pesante d'assedio cecoslovacco utilizzato durante la seconda guerra mondiale.

## Storia
L'obice fu progettato alla fine degli anni trenta dalla Škoda per l'esportazione. Un lotto fu ordinato dalla Turchia ma furono consegnati due esemplari prima che, nel marzo 1939, la Cecoslovacchia venisse occupata dalla Germania nazista e la produzione dirottata in favore dello Heer, con la denominazione 24 cm Haubitze 39 (abbreviato in 24 H 39). Nel 1942 fu immessa in servizio una versione modificata, la H 39/40, che introduceva alcuni accorgimenti per semplificarne la produzione. In totale furono consegnati ai tedeschi 18 pezzi.
Tutti gli obici furono assegnati all'Artillerie-Regiment 814. Il Heeres-Artillerie-Abteilung I./814 (I battaglione/24º Reggimento) si formò il 15 marzo 1940 su quattro batterie di H 39. Il mese successivo la 3ª e la 4ª batteria furono distaccate per formare il Heeres-Artillerie-Abteilung IT./814. Questo II battaglione era ancora in formazione quando iniziò il 10 maggio 1940 iniziò la battaglia di Francia, mentre il I battaglione venne assegnato alla riserva del Heeresgruppe B (gruppo d'armate B).
Per l'Operazione Barbarossa il reggimento venne assegnato al Panzergruppe 1 del Heeresgruppe Süd. Tra la fine del 1941 ed il 1942 il reggimento venne trasferito all'11. Armee per essere impiegato nell'assedio di Sebastopoli. Inserito stabilmente nel parco d'assedio di questa armata, ne seguì il trasferimento verso nord per attaccare Leningrado nella tarda estate del 1942. Da quando poi nel luglio 1944 il reggimento venne riequipaggiato con calibri minori, non si hanno più informazioni di eventuali impieghi dei H 39.

## Tecnica
L'obice era un derivato della famiglia di cannoni d'assedio 21 cm Kanone 39. Sulla bocca da fuoco, a differenza dell'otturatore a cuneo standard tedesco, che richiedeva l'impiego di bossoli metallici per sigillare la camera di scoppio, la Škoda impiegava un otturatore a vite interrotta tipo de Bange, come nel K 39. Questo sistema riduceva la cadenza di tiro ma aveva il grande vantaggio economico di impiegare cariche di lancio in sacchetti di tela, risparmiando così l'ottone o l'acciaio dei bossoli.
Tutto l'affusto era virtualmente identico a quello del K 39. L'affustino ruotava a 360°, tramite cuscinetti a sfera, sulla piattaforma a cassone del sotto-affusto. La coda dell'affustino poggiava su un carrello a rulli che poggiava su una guida metallica circolare, permettendo il brandeggio. Per il trasporto il K 39 veniva scomposto in tre carichi: la canna veniva trasferita su rimorchio a due assi, mentre all'affustino ed al sotto-affusto venivano sollevati su due assali con ruote pneumatici. La messa in batteria richiedeva dalle 6 alle 8 ore, soprattutto per interrare il cassone del sotto-affusto.

## Munizionamento
L'obice impiegava munizioni sia di progettazione cecoslovacca che tedesca. La granata cecoslovacca 24 cm Gr 39(t) ad alto esplosivo aveva due spolette (su bocchino posteriore ed anteriore) e due corone di forzamento in rame; pesava 166 kg, dei quali 23,66 costituiti dalla carica esplosiva in TNT. La copia tedesca, la 24 cm Gr 39 umg, aveva la sola spoletta anteriore, corone di forzamento in ferro dolce ed una carica ridotta a 22,9 kg. La granata 24 cm Gr 39 Be era la munizione perforante antibunker cecoslovacca con spoletta posteriore, con cappuccio balistico e corone in rame. La carica di lancio era costituita da una carica base e 4 sacchetti supplementari.